# 馬里奧·西圖姆
馬里奧·西圖姆（1992年4月4日—）是一位克羅地亞足球運動員。在場上的位置是邊鋒或前鋒。他也代表克羅地亞國家足球隊參賽。

## 外部連結
- 馬里奧·西圖姆克羅埃西亞足球總會網站（英語）
- Soccerway資料庫：馬里奧·西圖姆
- 90minut.pl网站上馬里奧·西圖姆的资料（波兰語）